# Kroskántry
Kroskántry (2012) je třetí album kapely Poletíme?. Obsahuje 15 autorských písniček Rudolfa Brančovského a videoklip k písničce Lokomotiva. Obal vytvořilo studio Kreatura.cz s použitím černobílých fotografií Drahomíra Stulíra.

## Seznam písniček
1. Kus železa – 2:40
2. Zatracenej šíp – 4:29
3. Fígl – 2:54
4. Lokomotiva – 4:22
5. Kovbojové – 4:04
6. Holky pitomý – 2:04
7. Pepův happyend – 4:09
8. Autistický bratr – 3:57
9. Lev – 3:49
10. Ruce v kapsách – 2:18
11. Chechtání – 2:50
12. Ťu ťu ňu ňu – 4:09
13. Nebreč! – 2:46
14. Muž neviditelný – 5:22
15. Kántry dát – 3:34

## Nahráli
- Poletíme?
  - Rudolf Brančovský – zpěv, tenorové banjo, akustická a elektrická kytara, mandolína, foukací harmonika, xylofon, perkuse, grumle, vrtačka
  - Vojtěch Konečný – housle, zpěv
  - Jáchym Hájek – trubka, zpěv
  - Ondřej Hájek – klavír
  - Jan Beran – basová kytara
  - Daniel Kačer Černý – bicí, valcha, perkuse, zpěv
- hosté
  - Sváťa Kotas – pětistrunné banjo
  - Martin Mikl – dobro
  - Hana Švábová – zpěv (12)
  - Pavel Križovenský – saxofon, příčná flétna
  - Muž Neviditelný – zpěv (14)